# Zabori
Zabori este o comună rurală din departamentul Gaya, regiunea Dosso, Niger, cu o populație de 7.957 de locuitori (2001).